# Jewels (gioco)
Jewels è un gioco di carte creato da Omar Khmayes e illustrato da Elisa Reali. Distribuito in Italia da Cosplayou, il gioco è stato pubblicato da Tabula Games tramite una campagna Kickstarter conclusasi a dicembre 2015.
Il gioco si svolge a Marylia, un regno fantastico pieno di mercanti, ricchi nobili, mercenari e mostri, e lo scopo è di guadagnare il maggior numero di soldi possibile vendendo gioielli. I gioielli possono essere forgiati usando gemme acquistate dai vari mercanti, oppure possono essere trovate viaggiando attraverso Marylia.
Jewels può essere giocato da 2 a 5 giocatori, e una partita solitamente dura dai 30 ai 60 minuti. Il gioco è disponibile in italiano e inglese.

## Modalità di gioco
All’inizio  del gioco le carte vengono disposte in due file, Personaggi e Gemme, per un totale di sette colonne. Ogni colonna rappresenta una città, e ogni città ha due slot, una per le risorse e l’altra per un personaggio.
Ogni giocatore inizia con 25 monete e 3 carte Gemma. 
L’obiettivo è di diventare il mercante più ricco, accumulando il maggior numero di monete possibili. Le monete possono essere ottenute forgiando e vendendo gioielli e gemme.

### Azioni
Il gioco si divide in azioni, e ogni turno un giocatore può svolgere 3 azioni delle 6 disponibili:
- Guadagnare una moneta
- Forgiare gioielli o gemme
- Interagire con un personaggio
- Viaggiare verso una città
- Riempire lo slot di una città se vuoto
- Comprare oro o gemme

### Carte
- Eventi: scatenati all’inizio del turno, possono avere effetti positivi o negativi per i giocatori.
- Gemme e Oro: possono essere comprati nelle città, e sono necessari per forgiare gioielli.
- Personaggi: è possibile incontrarli nelle città, e si dividono in Compratori, Mercenari e Mostri.

### Personaggi
- Compratori, disposti a comprare gemme e gioielli.
- Mercenari, che offrono i loro servigi a pagamento.
- Mostri, che attaccano città per rubarne gemme.

### Fine gioco
Il gioco si conclude quando è necessario pescare da uno dei mazzi, ma non ci sono più carte per farlo. Inizia quindi l’ultimo round, alla fine del quale il giocatore con il maggior numero di monete vincerà.

## Recensioni
Dopo il positivo completamento della campagna Kickstarter, Jewels è stato recensito da diversi siti e autori italiani ed internazionali come Robert N. Adams, Senior Writer di TechRaptor, che ha definito Jewels come “un gioco che vale la pena prendere in considerazione se si cerca qualcosa a cui giocare e che non richiede una eternità per preparare” oppure Marco Signore di Gioconomicon, che ne parla così: “nonostante la durata eccessiva per quanto offre siamo davanti ad un titolo interessante”.
Jewels è stato recensito anche dai più rilevanti siti del settore come Casual Game Revolution, Nerdando.com, geek.pizza, JustNerd, Il Gioco, Gioconauta, Isola Illyon e Balena Ludens.
Infine, Jewels è stato nominato come uno dei top 20 giochi da seguire del 2016 dal team di Giocare in Scatola, e come “Crowfunding Project of the Week” nella Geek Weekly Issue #96 dell’autore Brad Cummings di Board Game Geek.